# Ulster Rugby
Ulster Rugby (wym. [ˈʌlstər ˈrʌgbɪ]) – irlandzki zespół rugby z prowincji Ulster założony w 1879 r. Drużyna reprezentuje cały region na arenie krajowej i międzynarodowej. Największe sukcesy to zwycięstwa w Pucharze Heinekena i Lidze Celtyckiej.

## Stadion
Klub rozgrywa swoje mecze na Kingspan Stadium o pojemności 18 000 miejsc. Stadion przeszedł gruntowną modernizację w roku 2012, podczas której dostawiono 3 nowe trybuny. Nazwa pochodzi od głównego sponsora drużyny firmy Kingspan. Stadion do roku 2014 nazywał się Ravenhill Stadium, kiedy to podpisano 10-letnią umowę sponsorską na prawa do nazwy stadionu.

## Największe sukcesy
- Mistrzostwo Irlandii: 26 razy
- European Rugby Champions Cup: zwycięzca w sezonie 1998/1999[4], finalista w sezonie 2011/2012
- Pro14: mistrz w sezonie 2005/2006, trzykrotnie wicemistrz (w sezonach 2003/2004, 2012/2013 i 2019/2020), półfinalista (w sezonie 2018/2019)
- Celtic Cup: zwycięzca w sezonie 2003/2004